# 1025 Riema
1025 Riema је астероид са средњом удаљеношћу од Сунца која износи 1,979 астрономских јединица (АЈ).
Апсолутна магнитуда астероида је 12,55 а геометријски албедо 0,059.